# 总状山矾
总状山矾（学名：Symplocos botryantha）为山矾科山矾属下的一个种。

## 扩展阅读
- 維基物種上的相關：总状山矾